# Mel Bonis
Mel Bonis albo Mélanie Bonis, właściwie Mélanie-Hélène Bonis (ur. 21 stycznia 1858 w Paryżu, zm. 18 marca 1937 w Sarcelles – francuska kompozytorka tworząca w okresie postromantyzmu.
Pobierała nauki przede wszystkim u Césara Francka i Charlesa Koechlina, a od początku XX wieku była jednym z najbardziej awangardowych artystów we Francji. Chociaż nie współpracowała ze zbyt wieloma współczesnymi jej kompozytorami, jej styl wykazywał liczne podobieństwa do stylu jednego z jej mistrzów, Gabriela Faurégo, a także innych kompozytorów, takich jak Franck czy Debussy. Zajmowała się również nauczaniem, pracując głównie z dziećmi.
Była płodną artystką. W ciągu całego życia skomponowała około dwustu utworów, głównie na fortepian, jednak część z nich przeznaczona była także dla niewielkich zespołów instrumentalnych oraz kilka dla orkiestry. Uczestnicząc w życiu towarzyskim Paryża, gościła na tamtejszych salonach i czerpała z dzieł literackich obecnych tam twórców inspiracje do swoich utworów muzycznych.
W latach 90. XX wieku została na nowo odkryta przez niemieckich muzykologów Eberharda i Ingrid Mayerów, z kolei jej prawnuczka, Christine Géliot, obrała sobie za cel przywrócenie do życia dorobku swojej prababki za sprawą projektu Ensemble Mel Bonis.

## Życiorys

### Rodzina
Pierre-François Bonis urodził się w Gentilly 7 lipca 1826 roku w rodzinie robotniczej. Jego ojciec był tkaczem, a matka praczką. Pracował jako brygadzista w zakładzie zegarmistrzowskim, później jednak zmienił zawód. W 1878 roku pracował jako zegarmistrz elektryk, następnie, w 1883 roku, jako kupiec, a ostatecznie jako rentier, zanim zmarł w Sarcelles 13 sierpnia 1900 roku.
Marie-Anne-Clémence Mangin również wywodziła się z klasy robotniczej. Pierre Mangin, jej ojciec, uczestniczył w powstaniu czerwcowym 1848 i był założycielem stowarzyszenia Association des ouvriers en limes (Stowarzyszenia Ślusarzy). Matka pracowała w pasmanterii oraz zajmowała się domem, niewielkim mieszkaniem mieszczącym się przy ul. Rambuteau 24 w 4. dzielnicy Paryża w 1857 roku, a następnie, od 1860 roku, przy ul. Montmartre 18.
Mélanie Bonis miała dwie siostry, Eugénie-Caroline Bonis, urodzoną 4 lutego 1860 roku oraz Clémence-Louise Bonis, urodzoną 19 czerwca 1862 roku, obie w 1. dzielnicy Paryża. Clémence-Louise zmarła 6 maja 1864 roku w wieku dwóch lat, Eugénie-Caroline Bonis natomiast po osiągnięciu dorosłości poślubiła Georges’a Aboilarda, budowniczego, który dorobił się fortuny w przemyśle telekomunikacyjnym.

### Dzieciństwo
Mel Bonis urodziła się 21 stycznia 1858 roku w Paryżu. Została wychowana w duchu surowej religii katolickiej. Jej matka najczęściej czytywała swoim dwóm córkom, Mélanie i jej siostrze, L'Imitation pour les tout petits, już od wczesnego dzieciństwa wpajając im katolickie dogmaty. W szkole Mel Bonis uczyła się chętnie i z łatwością, mimo że nie mogła usiedzieć na miejscu. Szybko odnalazła w sobie silną pobożność i wiarę, które zachowała w sobie na całe życie.
Uczyła się poprzez samokształcenie, a od dwunastego roku życia pobierała także lekcje gry na fortepianie i solfeżu. Dzięki pracy nad swoją techniką pianistyczną już w 1876 roku bez problemu czytała nuty i grała. Cechowała ją wrażliwość i finezja, a dzięki bujnej wyobraźni zdolna była nawet do improwizacji. Hippolyte Maury, nauczyciel gry na kornecie, przedstawił ją Césarowi Franckowi. Ten następnie zaczął udzielać jej prywatnych lekcji gry na fortepianie, a następnie zachęcał ją do przystąpienia do egzaminów wstępnych na studia muzyczne.

### Studia w Konserwatorium Paryskim

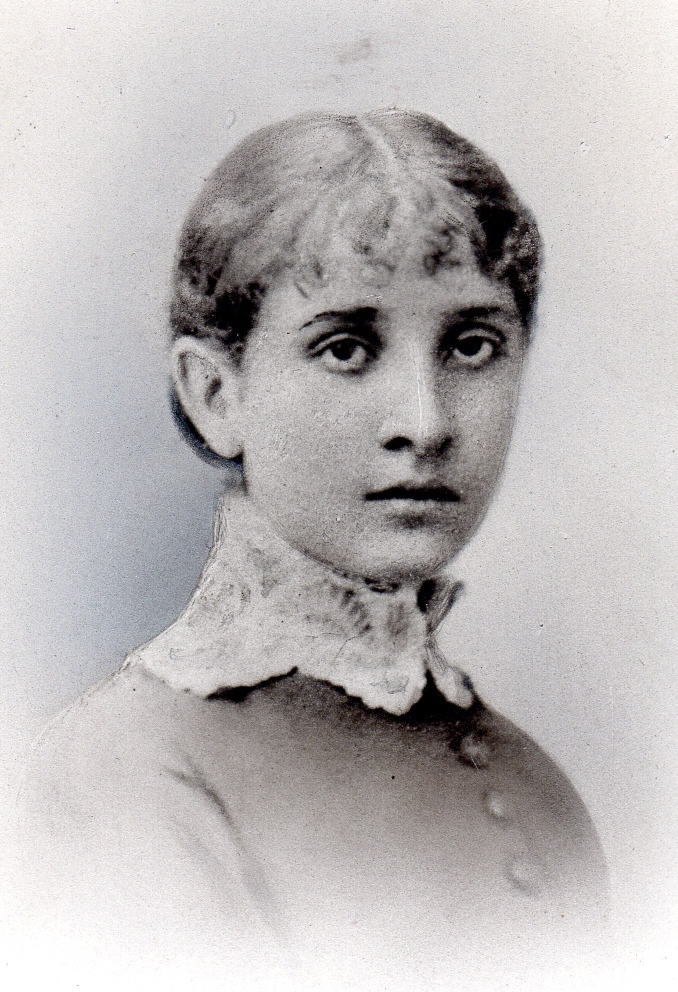
Mel Bonis, około 1880 roku.

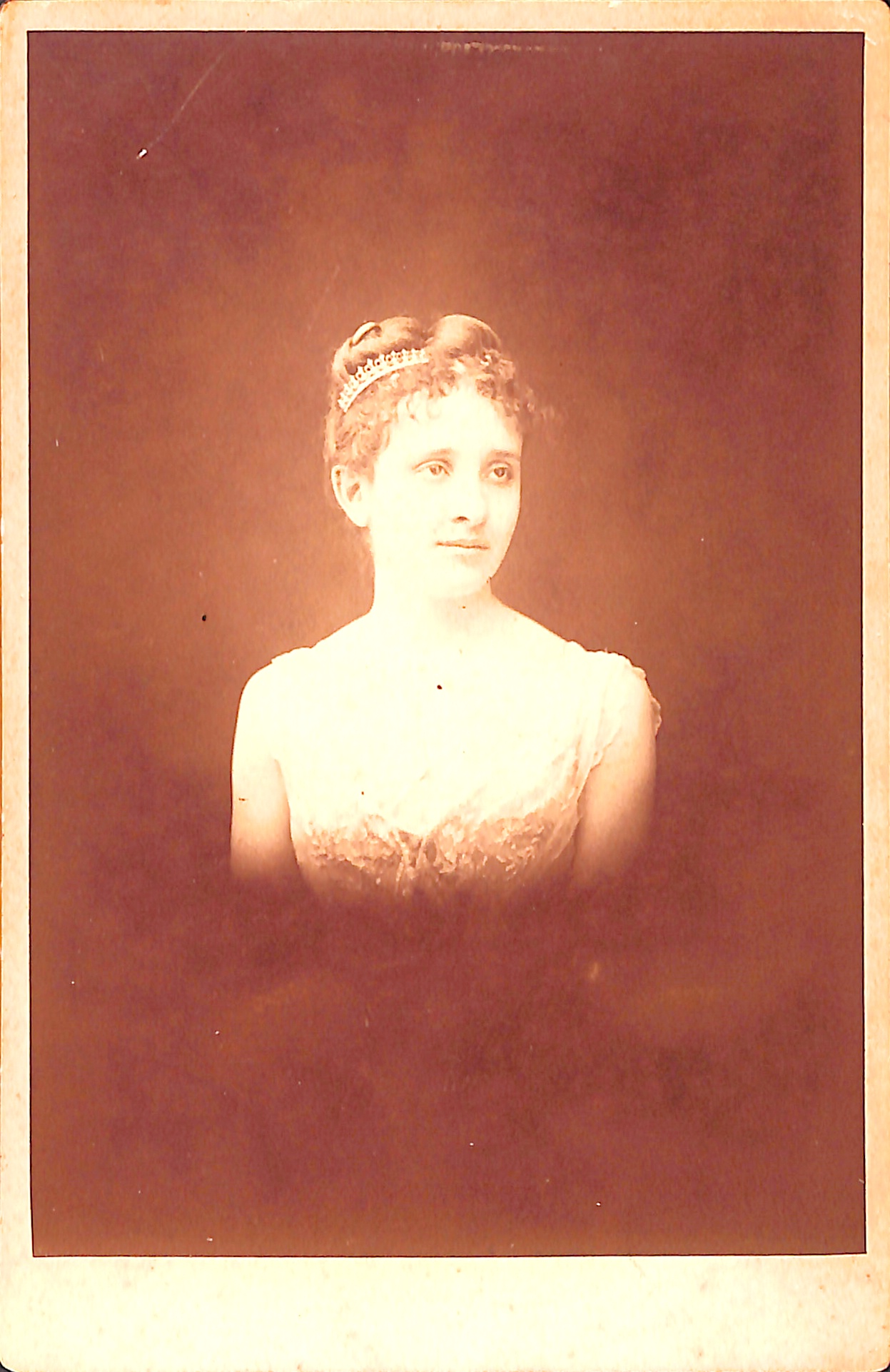
Mel Bonis, około 1883 roku.

30 grudnia 1876 roku, decyzją rektora Ambroise’a Thomasa, bez konieczności przystępowania do egzaminów wstępnych Mel Bonis rozpoczęła naukę w Konserwatorium Paryskim. Rozpoczęła studia w klasie kompozycji, które obejmowały zajęcia z zakresu harmonii, akompaniamentu fortepianowego, gry na organach, kontrapunktu i fugi. Harmonii i akompaniamentu fortepianowego uczyła się u Ernesta Guirauda, a gry na organach u Césara Francka. W mniejszym stopniu uczyli ją również Napoléon Alkan, Albert Lavignac, Antoine Marmontel, a także Adolphe Danhauser i Jules Massenet. Wkrótce klasa harmonii i akompaniamentu fortepianowego została rozdzielona, w związku z czym Bonis trafiła pod opiekę Auguste’a Bazille’a. W 1879 roku Mel Bonis zdobyła ówczesny odpowiednik dyplomu licencjackiego z wyróżnieniem (fr. Second prix), a w roku kolejnym – dyplomu magisterskiego z wyróżnieniem (fr. Premier prix) w zakresie harmonii. Wróciła do nauki akompaniamentu pod okiem Ernesta Guirauda, którego awansowano na nauczyciela kontrapunktu i fugi. W 1881 roku opuściła jednak tę klasę, prawdopodobnie pod presją rodziców, którzy nie akceptowali jej związku ze śpiewakiem Amédéem-Louisem Hettichem.
Podczas studiów w klasie kompozycji Mel Bonis początkowo podlegała rozporządzeniu z 1850 roku, a następnie rozporządzeniu z 1878 roku. Była jedną z pierwszych kobiet studiujących kompozycję, tuż po Athalie Legrain, która była pierwszą kobietą realizującą studia w klasie organów. Pierwsze kobiety podejmowały studia w zakresie kompozycji w latach 60. XIX wieku. Wśród nich na przykład Charlotte Jacques, która rozpoczęła studia w klasie Aimégo Leborne'a. W 1878 roku, za kadencji Ambroise’a Thomasa po raz pierwszy w historii Konserwatorium Paryskiego otwarto dwie klasy harmonii dla kobiet.
Mel Bonis została tym samym jedną z pierwszych studentek Ernesta Guirauda, studiując wraz z Eugène’em Piffarettim, Paulem-Marie Jeanninem i Claude’em Debussym. Była bardzo ceniona, o czym świadczą życzenia na 1880 rok przesłane przez Ernesta Guirauda: „Jakże byłbym zakłopotany, gdybym musiał cię kiedyś zbesztać jako nauczyciel, gdybyś nie była jedną z tych, których można tylko chwalić. Życzę ci, abyś zdobyła dwa dyplomy z wyróżnieniem, na co wszyscy liczą”. W klasie akompaniamentu fortepianowego studentów było więcej, tam Mel Bonis nie była już jedyną kobietą. Oprócz niej były tam również Blanche Sorbier, Françoise Vacher i Marie Archainbaud. Kompozytorka przerwała studia kompozytorskie. W 1879 roku otrzymała dyplom licencjata z wyróżnieniem w klasie akompaniamentu.
W styczniu 1881 roku jej mentor Auguste Bazille stwierdził, że Bonis jest „najlepsza w klasie, ale paraliżuje ją strach”.

### Kariera kompozytorska

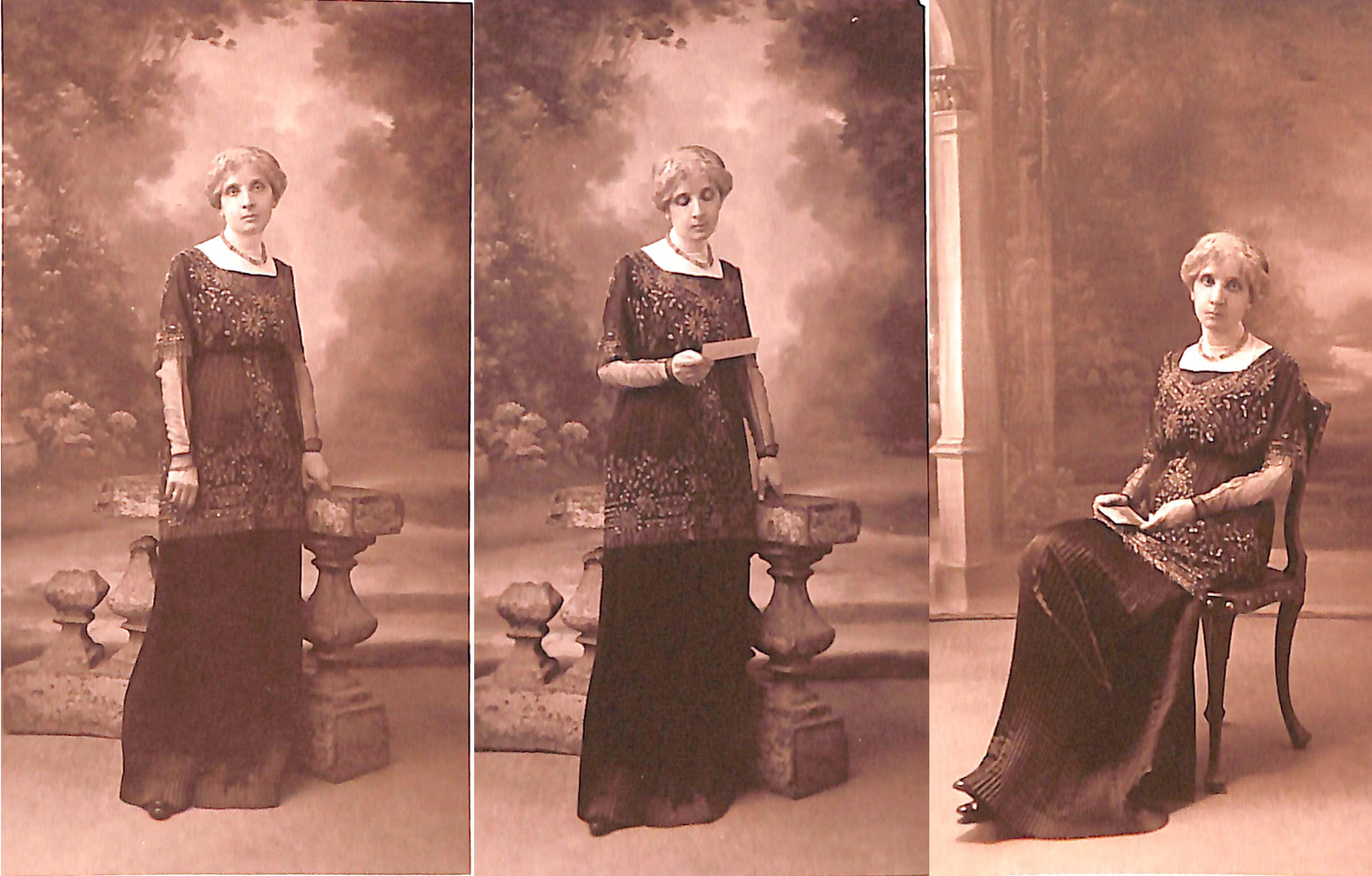
Trzy zdjęcia Mel Bonis. Data nieznana.

Pierwszym utworem Mel Bonis był utwór na fortepian zatytułowany Impromptu, pod którym autorka podpisała się jako Mel Bonis. Użyła tego pseudonimu, aby nie rozpoznano, że jest kobietą. Następnie we współpracy z Amédéem-Louisem Hettichem skomponowała dwa utwory do wierszy jego autorstwa: Villanelle oraz Sur la plage. Hettich był wówczas dziennikarzem w czasopiśmie L'art musical.
W latach 90. XIX wieku Mel Bonis ponownie połączyła siły z Hettichem i współpracowała z nim przy tworzeniu jego słynnej kolekcji Les airs classiques. Ona komponowała partie instrumentalne i chóralne na podstawie jego tekstów, a on pomagał promować jej muzykę, umożliwiając jej współpracę ze znaczącymi paryskimi wydawcami.
W XX wieku Mel Bonis komponowała więcej niż wcześniej. Kompozytorka skoncentrowała się na muzyce religijnej, w której starała się doświadczyć „boskiej miłości”, co znalazło swoje odzwierciedlenie na przykład w utworze Cantique de Jean Racine napisanym ku pamięci jej zaginionego syna.
Jej Sonata na wiolonczelę i fortepian, op. 67 powstała 14 lutego 1906 roku podczas koncertu francuskiego Stowarzyszenia Kompozytorów (Société des compositeurs de musique).
Mel Bonis zmarła 18 marca 1937 roku. Została pochowana w Paryżu, na cmentarzu Montmartre (w 24 strefie).

## Relacje romantyczne i rodzinne

### Relacja z Amédéem-Louisem Hettichem
Mel Bonis poznała Amédéego-Louisa Hetticha w Konserwatorium Paryskim w 1879 roku, w wieku 21 lat. W listopadzie 1881 roku zamierzała wziąć udział w konkursie Prix de Rome; wbrew wzbudzanym tym kontrowersjom, kobiety bowiem zostały po raz pierwszy dopuszczone do udziału w tym konkursie dopiero w 1903 roku. Bonis jednak ostatecznie zrezygnowała z udziału i nagle przerwała studia, tłumacząc to „powodami rodzinnmi”. Decyzja ta wynikała z faktu, że rodzice Mel Bonis nie chcieli, aby ich córka utrzymywała kontakt z Amédéem-Louisem Hettichem. Kompozytorka była w nim zakochana, jednakże jej rodzina nie patrzyła na ten związek przychylnie i postanowiła zaaranżować małżeństwo z rozsądku z innym mężczyzną, Albertem Domange’em. Kompozytorka wyszła za niego w wieku 25 lat, gdy on sam miał 47 lat. W latach 90. XIX wieku nadal jednak spotykała się z Amédéem-Louisem Hettichem. Owocem tego romansu zostało nieślubne dziecko, Madeleine Quinet z domu Hettich urodzona 7 września 1899 roku. Mel Bonis nie porzuciła jednak córki i podawała się za jej matkę chrzestną, aby ją chronić i utrzymywać z nią kontakt. Przedstawiła ją nawet rodzinie założonej wspólnie z Albertem Domange’em. Syn Domange'a i Mel Bonis, Édouard, zakochał się w swojej przyrodniej siostrze po powrocie z I wojny światowej. Nie mogąc dopuścić do rozwoju kazirodczego związku, Mel Bonis powiedziała obojgu o ich pokrewieństwie. Informacja ta pozostała jednak tajemnicą i nikt oprócz nich trzech nie poznał prawdy. Édouard poślubił inną kobietę, Françoise Duroyaume.

### Związek z Albertem Domange’em
W wieku 25 lat Bonis wyszła za Alberta Domange'a, mającego wówczas 47 lat, dwukrotnie owdowiałego i mającego pięcioro dzieci. Domange był zamożnym przedsiębiorcą specjalizującym się w skórach przemysłowych oraz właścicielem firmy Scellos, która w 1883 roku została przemianowana na Domange et Compagnie. Bonis i Domange osiedlili się w rezydencji niedaleko Parku Monceau, a wolny czas spędzali na zmianę w posiadłości w Sarcelles i w willi w Étretat. Mieli trójkę dzieci: Pierre’a, Jeanne i Édouarda Domange’ów. Mąż Mel Bonis zmarł 31 marca 1918 roku.

## Twórczość

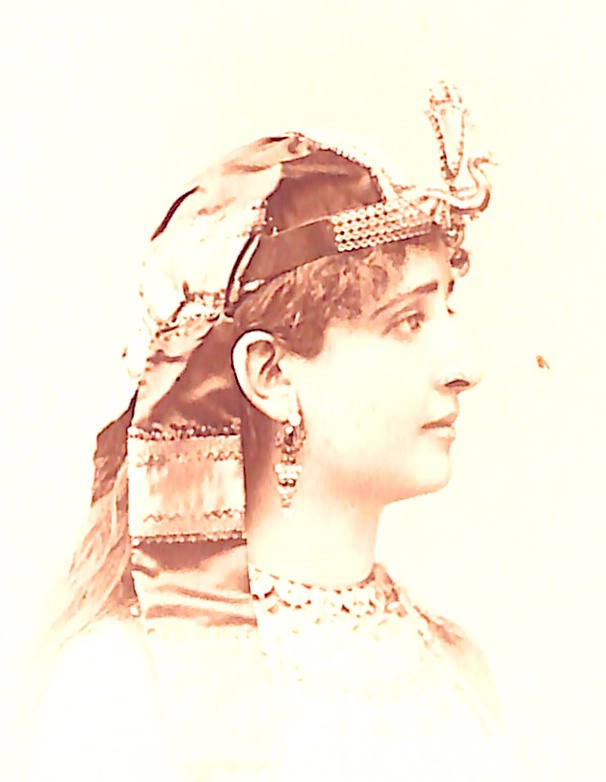
Mel Bonis z profilu w kostiumie Kleopatry, 1888 rok.

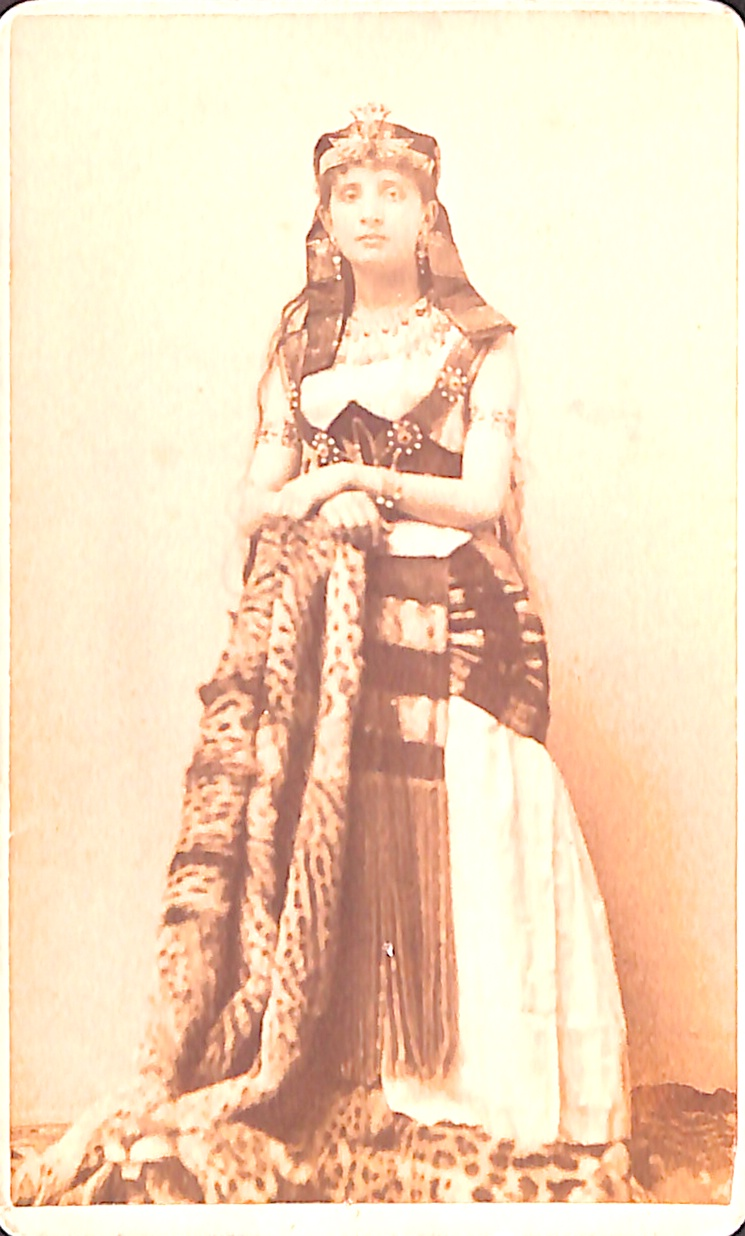
Mel Bonis w kostiumie Kleopatry, 1888 rok.

Mel Bonis pozostawiła po sobie dorobek składający się z blisko dwustu utworów, z których większość powstała w latach 1892–1914.
Jej muzyka, utrzymana w stylu postromantycznym, dobrze wpisuje się w charakter epoki. Jest bardzo różnorodna, czasem dramatyczna, a czasem humorystyczna, często energetyczna i zmysłowa, przedstawiająca impresjonistyczne i orientalistyczne zmiany scenerii, zawsze bardzo dobrze napisana i przejawiająca wielką wrażliwość.

### Muzyka kościelna
Mel Bonis nie była za życia znana ze swojej muzyki kościelnej. Stanowi ona jedynie 10% jej dorobku muzycznego. Za utwór Prière de Noël otrzymała jednak gratulacje od swojego nauczyciela Louisa-Alberta Bourgaulta-Ducoudraya, któremu został on zadedykowany. Podobnie Alexandre Guilmant, współzałożyciel instytucji Schola Cantorum de Paris, zachwalał utwór Ave Maria skomponowany przez artystkę w 1904 roku: „To niebywale uczuciowy i niezwykle ciekawie napisany utwór. Bardzo mi się podoba, przesyłam szczere gratulacje”. Ponadto jej utwór Panis angelicus został opublikowany w czasopiśmie Sainte-Cécile. Należy jednak pamiętać, że Mel Bonis nie była kapelmistrzynią i nie dysponowała prestiżowymi organami, nawet jeśli okazjonalnie miała dostęp do organów parafii Étretat i Sarcelles.
Guillaume Avocat podzielił muzykę religijną Mel Bonis na dwie kategorie: z jednej strony – motety łacińskie tworzone na potrzeby liturgii, a z drugiej – mélodies, gatunek francuskiej muzyki poetyckiej przeznaczonej do wykonywania na koncercie lub w domu. Pierwsze utwory tego typu nie zostały jednak skomponowane w celu wykonywania ich podczas obrzędów religijnych, a francuskie mélodies nie wpisywały się w kanon kantyku.
W swoim zbiorze Souvenirs et Réflexions kompozytorka zwróciła uwagę na to, że muzyka zawsze powinna łączyć w sobie prostotę z ekspresywnością, wykazując doskonałą zgodność treści i formy. Co więcej, sam pomysł na dzieło muzyczne to za mało; nawet najgenialniejszy pomysł musi być przede wszystkim ustrukturyzowany. Przywiązanie do tej zasady wynikało w szczególności z tego, że kompozytorka odebrała surowe, religijne wychowanie. Tradycjonalizm ten znalazł odzwierciedlenie w koncepcji twórczości muzycznej kompozytorki. Nie opowiadała się ona jednak za przesadnym sentymentalizmem. Według Guillaume’a Avocata „muzyka musi poruszać duszę, jest to jednakże sztuka, która wymaga rygoru w strukturze i umiaru w ekspresji”. Muzyka była dla artystki sposobem na zbliżenie się do świata niematerialnego, muśnięcie niedosięgalnego świata boskiego. Religijne utwory wokalne kompozytorki nie przejawiają wirtuozerii ani muzycznych popisów. Bazują na małych formach i mają charakter bardzo kontemplacyjny, zbliżony do motetów Gabriela Faurégo czy Théodore'a Dubois.

### Muzyka wokalna
Literatura wokalna autorstwa Mel Bonis obejmuje łącznie 44 utwory stworzone w ciągu niemal całego jej życia. Najprawdopodobniej jej pierwsze kompozycje tworzone były do słów poetów. Choć zostały one opublikowane po jej ślubie, niektóre z nich wydają się sięgać jej czasów studenckich. W większości są to solowe utwory na głos z akompaniamentem fortepianu, ale wśród pozostałych znaleźć można również duety wokalne oraz utwory z akompaniamentem harfy czy organów. Okres największej płodności muzycznej Mel Bonis w zakresie francuskiej mélodie przypada na lata 80. i 90. XIX wieku.
Wspomniane utwory mówią o relacjach romantycznych, zwłaszcza te stworzone na podstawie wierszy kochanka kompozytorki Amédéego-Louisa Hetticha, inne jednak poruszają również tematy bożonarodzeniowe, niektóre z nich zadedykowane zostały jej dzieciom, a inne mają charakter bardziej duchowy, zwłaszcza te stworzone u schyłku jej życia. Według Mylène Dubiau mélodies Mel Bonis ukazują różne oblicza kompozytorki: beztroskie, romantyczne, matczyne czy duchowe. W przeciwieństwie do współczesnych jej kompozytorów Bonis nie wybierała wierszy pochodzących z wielkich tomów romantycznych, parnaskich lub awangardowych poetów. Były to teksty pisarzy i pisarek, którzy otaczali Bonis na co dzień, najpierw w Konserwatorium, a następnie w życiu prywatnym i na salonach.
Teksty utworów Mel Bonis z lat 1884–1903 zostały napisane głównie przez trzech zaprzyjaźnionych z nią ówcześnie autorów: Amédéego-Louisa Hetticha, Édouarda Guinanda i Madeleine Pape-Carpantier. Niemal jedna czwarta wszystkich mélodies kompozytorki powstała na podstawie tekstów ze zbioru Vers à chanter wydanego w 1899 nakładem wydawnictwa Alphonse Leduc. Później kompozytorka napisała muzykę do sześciu wierszy Édouarda Guinanda. Trzy z tych kompozycji, Viens, Mirage i Chanson de printemps, można by, nie tworząc cyklu, połączyć ze sobą w całość, która oddaje poetycki charakter autorki. Wszystkie te dzieła pochodzą ze zbioru Au courant de la vie : stances, sonnets, poèmes wydanego w 1885 roku.
Mel Bonis, podobnie jak inne współczesne jej kompozytorki, sama napisała teksty niektórych swoich utworów. Utwory te były bardziej humorystyczne i często pisane pod pseudonimem, takim jak Léon de Poul ar Feuntoun. Kompozytorka posługiwała się też nazwiskiem opata Léona Rimbault, którym podpisała tekst utworu Allons prier !. Czwartym spośród ulubionych autorów kompozytorki była Madeleine Pape-Carpantier, córka Marie Pape-Carpantier. W utworach artystki znajdziemy również jeden wiersz Leconte'a de Lisle'a i jeden autorstwa Victora Hugo.
W drugiej dekadzie XX wieku w stronę innego stylu skierował ją kolejny poeta, Maurice Bouchor. Utwory napisane na podstawie jego wierszy tuż przed wybuchem I wojny światowej nie zostały opublikowane za życia kompozytorki.

### Muzyka organowa

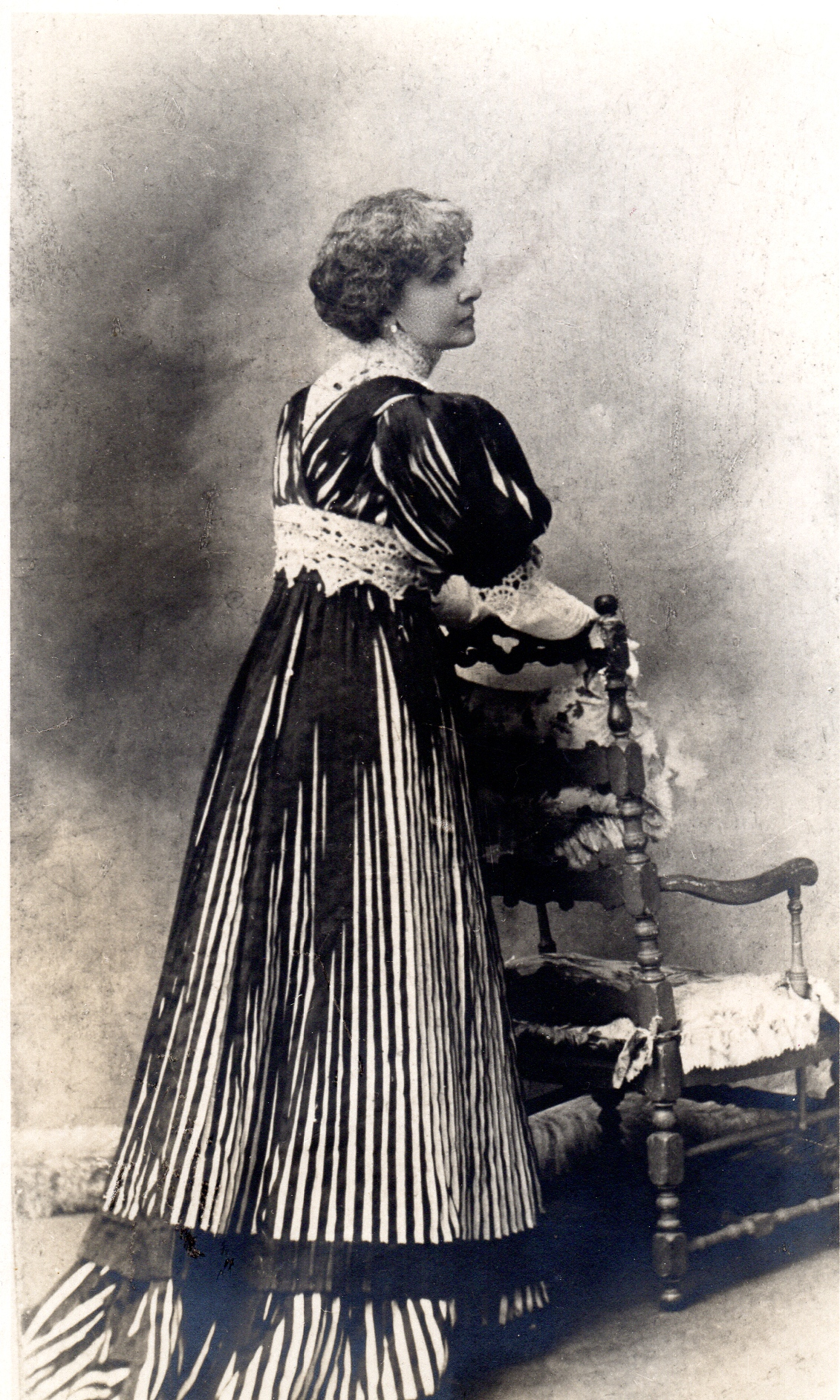
Mel Bonis w 1904 roku.

Muzyka organowa Mel Bonis powstała w dużej mierze po I wojnie światowej. Pierwsze jej inspiracje sięgają jednak 1876 roku, kiedy to kompozytorka poznała Césara Francka. W 1876 roku Bonis rozpoczęła prywatne lekcje z mistrzem, który pomógł jej dostać się do Konserwatorium. Później uczyła się w klasie organów i otrzymała wiele cennych rad dotyczących kompozycji. Artystka miała okazję grać na organach w Sarcelles, w Étretat, a także na tych, które poleciła zainstalować w swojej prywatnej rezydencji przy Boulevard Berthier w Paryżu.
Bonis skomponowała łącznie 27 utworów na organy. Większość z nich nie została jednak wydana za jej życia. Dopiero w 1906 roku Mel Bonis skomponowała swoje pierwsze dzieło organowe, Preludium c-moll, które dobitnie przywołuje na myśl Symfonię d-moll Césara Francka. W tym samym roku rozpoczęła się również korespondencja Mel Bonis z organistą Désirém Walterem, który zadawał utwory kompozytorki do grania swoim uczniom w Villefranche-sur-Saône. W tym okresie Bonis zaczęła również komponować bardziej rozbudowane utwory przeznaczone specjalnie na wielkie organy. Za pośrednictwem Désirégo Waltera Mel poznała opata Josepha Jouberta, organistę katedry w Luçon. W 1913 roku opat Henri Delépine wydał pierwszy utwór organowy kompozytorki. Wybuch wojny zniweczył jednak wszelkie marzenia artystki o wydaniu kolejnych utworów organowych.
Bonis korespondowała również z wieloma osobistościami ze świata organów. W latach 1898–1905 utrzymywała kontakt z Josephem Daëne, koncertującym muzykiem i organistą kościoła pw. św. Ferdynanda w Bordeaux. W latach 1906–1933 natomiast – z Désirém Walterem. Jej korespondentami byli również opaci: Delépine, d'Arras i Joubert. Dzieła Mel Bonis wykonywane były w katedrze w Luçon, a także, dzięki Charlesowi-Augustinowi Collinowi, w kościele Notre-Dame-en-Saint-Melaine w Rennes. W Paryżu muzyka artystki rozbrzmiewała w kościele pw. św. Dominika w wykonaniu Andrégo Bürga. Bonis korespondowała również z Albertem Trotrotem-Dériotem, Jacques'em Vinourem, a najwięcej z Henrim Letocartem, którego poprosiła o opinię na temat jej utworów organowych.

### Muzyka fortepianowa
Twórczość kompozytorska Mel Bonis, podobnie jak Fryderyka Chopina czy Gabriela Faurégo, koncentrowała się głównie na muzyce fortepianowej.
Repertuar fortepianowy Mel Bonis jest obszerny oraz zróżnicowany pod względem charakteru i stopnia trudności. Składają się na niego liczne utwory i zbiory na fortepian solo, kilka suit i utworów na cztery ręce, dwa utwory na dwa fortepiany i pięć zbiorów utworów dydaktycznych, takich jak L'Album pour les tout-petits.
Na samą muzykę fortepianową kompozytorki składa się 67 wydanych utworów oraz trzy niewydane. Powstawały one w ciągu całego życia artystki i ewoluowały z biegiem lat. Kompozycje sprzed XX wieku noszą w sobie więcej cech romantycznych, a te z XX wieku mają charakter bardziej impresjonistyczny. Całość przeplatają utwory lżejsze. Podobnie jak inne gatunki w dorobku Mel Bonis jej repertuar fortepianowy jest silnie zakorzeniony w ówczesnej epoce. Dostrzec w nim można cechy definiujące styl postromantyczny: romantyzm, opisowość, impresjonistyczność, „dawny styl” w niektórych tańcach, orientalizm, szczególnie w przypadku Femmes de légende, oraz styl „salonowy” w przypadku utworów lżejszych; przy czym niektóre dzieła sytuują się na pograniczu utworów lekkich i poważnych. Muzyka fortepianowa Mel Bonis, jak cała jej twórczość, charakteryzuje się bogactwem harmonicznym.
Jak pisze Eberhard Mayer: „elementy impresjonistyczne wplecione są w jej muzyce w sposób niezależny, jednak zawsze świadomie zgodny z modelem klasycznym”.
Na początku dzieła fortepianowe Bonis wydawane były przez wydawnictwo Leduc, następnie przez Demets, którego wydania zostały przejęte przez Eschig, a później przez Maurice’a Sénarta. Były to głównie odrębne publikacje, zdarzały się jednak również kolekcje – jak na przykład Bourrée, Pawana czy Sarabanda, utwory tworzące Suitę o charakterze walca (Suite en forme de valse), trzy, a później pięć utworów wydanych nakładem Leduc, opatrzonych żeńskimi imionami i tworzących później bazę zbioru znanego jako Femmes de légende – oraz trzy zbiory: Pięć utworów muzycznych (5 pièces musicales), zbiór wydany nakładem Durdilly w 1889 roku, Pięć utworów (Cinq pièces), wydany przez wydawnictwo Leduc w 1897 roku, oraz Pięć krótkich utworów na fortepian (Cinq petites pièces pour le piano), zbiór zadedykowany Madeleine Quinet, wydany nakładem Sénart w 1929 roku. Po latach wydawniczej stagnacji mającej miejsce pomiędzy rokiem 1937 (śmiercią kompozytorki) a 1997 (rozpoczęciem powrotu do jej twórczości we Francji), podczas której wspomniane wydawnictwa usunęły dzieła Mel Bonis ze swoich katalogów, wydawnictwo Furore działające w Kassel, w Niemczech rozpoczęło publikację wszystkich dzieł fortepianowych artystki (z wyjątkiem utworów dydaktycznych). Wynikiem przedsięwzięcia, rozpoczętego w 2004 roku i zakończonego w roku 2018, jest kolekcja Mel Bonis, œuvre pour piano zawierająca 11 tomów, z których 8 zawiera utwory na fortepian solo.
Wydawnictwo Furore podzieliło repertuar fortepianowy kompozytorki na trzy kategorie. Najobszerniejsza z nich, Utwory malownicze i poetyckie (Pièces pittoresques et poétiques) – złożona z 30 kompozycji w trzech tomach – została opisana w przedmowie przez Eberharda Mayera: „Pod wpływem zjawisk występujących w przyrodzie i poezji powstały zachwycające obrazy o romantycznym i impresjonistycznym charakterze. Można w nich dostrzec struktury o zadziwiającej ekspresywności…”. Tańce (Danses) to zbiór 17 utworów w trzech tomach zawierający lekkie utwory zgodne ze stylem epoki, którym Bonis nadaje wyjątkowego uroku (Mazurek, Habanera, Bolero itp.; łącznie 12 walców). Utwory koncertowe (Pièces de concert) to zbiór ośmiu utworów głównie romantycznych, dłuższych, bardziej wymagających, często wirtuozerskich, jak na przykład Barkarola, op. 71, Ballada czy Etiuda ges-dur. Zbiór Femmes de légende zawiera siedem opisowych, impresjonistycznych, orientalistycznych i wirtuozerskich utworów, które razem tworzą niezależną całość pod względem tematyki za pomocą portretów mitycznych kobiet, takich jak Ophélie czy Mélisande.
Jako pianistka Mel Bonis często wykonywała swoje własne kompozycje podczas koncertów. W wielu jej utworach można jednak znaleźć też zapożyczenia i nawiązania do innych dzieł, autorstwa samej Bonis oraz innych osób. Możemy to usłyszeć w jej kilku utworach, m.in. Il pleut czy Berceuse, które nawiązują odpowiednio do Il pleut, il pleut, bergère i Dodo, l'enfant do. Artystka sięga również po cytaty z „poważniejszych” dzieł. W utworze La Cathédrale blessée przytacza na przykład Dies irae, a także fragment utworu Gibet z tryptyku Gaspard de la nuit Maurice’a Ravela.
Według Jardina wśród utworów fortepianowych Mel Bonis najczęściej występującym gatunkiem jest walc. Walce kompozytorki są pełne elegancji i dystynkcji, a jednocześnie przystępne dla szerokiej publiczności. W 1891 roku Bonis zdobyła nawet nagrodę czasopisma Piano-Soleil za walc Gitanos. W jej dorobku fortepianowym znaleźć można również szereg utworów wpisujących się w tradycję gatunków fortepianowych zaczerpniętych od kompozytorów romantycznych, w tym m.in. Impromptu, Kołysankę (Berceuse), Balladę, romans bez słów, Barkarolę. Trzecią część wszystkich utworów artystki stanowią pastisze muzyki XVIII wieku. Czwarta i ostatnia część zawiera utwory wyraźnie wymagające technicznie, w tym utwory takie jak Les Femmes de légendes (Ophélie, Viviane, Phœbé, Salomé, Omphale, Mélisande i Desdemona).

### Muzyka kameralna

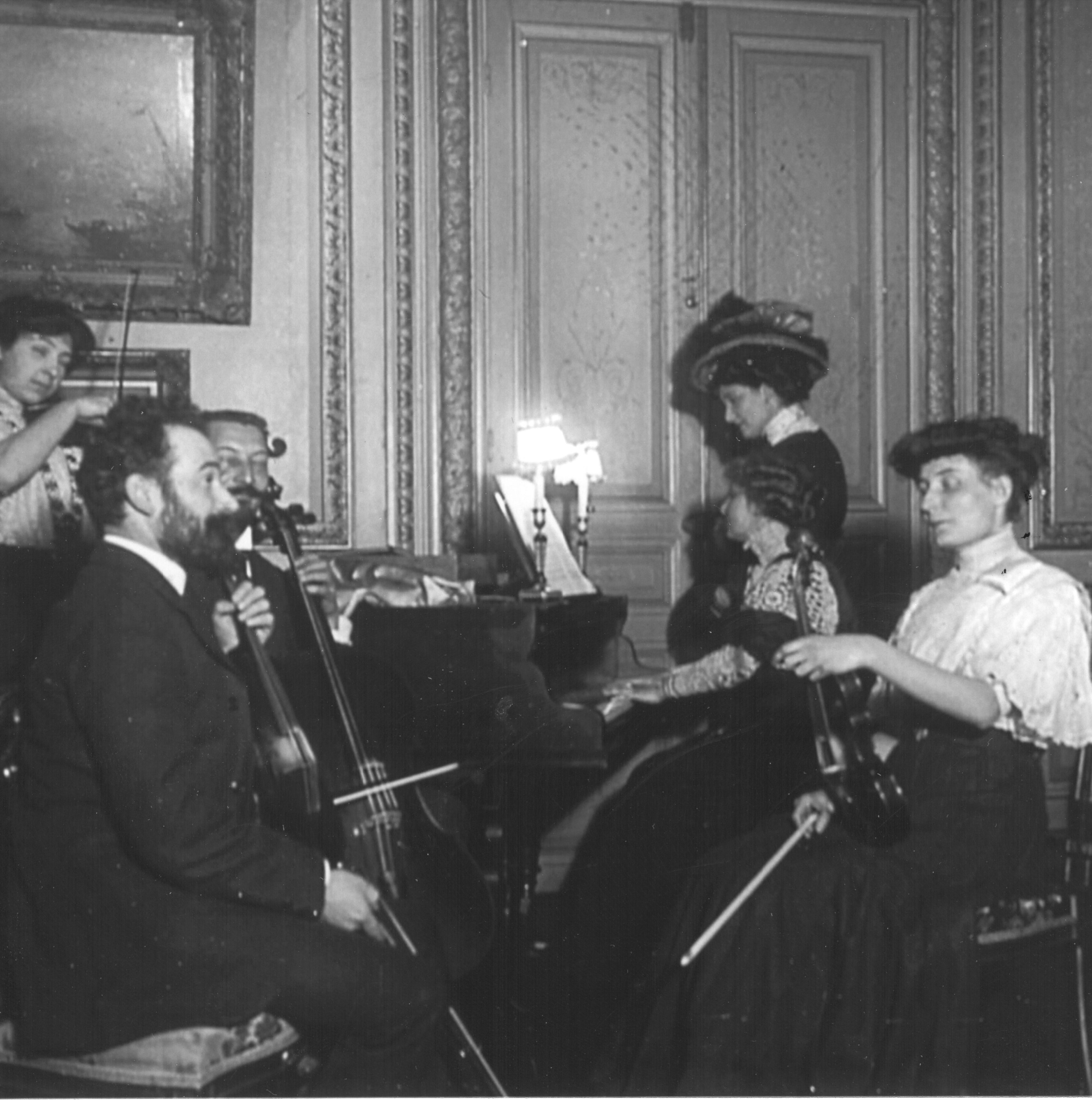
Mel Bonis podczas koncertu w swoim domu, około 1910 roku.

„Mel Bonis była najbardziej płodną francuską kompozytorką w zakresie muzyki kameralnej na początku XX wieku. W latach 1892–1936 skomponowała około trzydzieści utworów”, pisze Florence Launay. „Bonis w swoich utworach wielokrotnie prezentuje swój twórczy zapał i umiejętności. Oprócz niezaprzeczalnego kunsztu technicznego jej muzyka zachwyca nostalgią, zmysłowością, głęboką melancholią, które są wyrazem niemalże mistycznej relacji kompozytorki z muzyką…”.
Muzyka kameralna stanowi znaczącą część dorobku Mel Bonis i dzieli się na dwie kategorie: utwory charakterystyczne oraz tradycyjne utwory klasyczne. Utwory charakterystyczne ukazały się jako dzieła indywidualne lub zbiorowe i stanowiły dopełnienie miniatur fortepianowych. Powracały do koncepcji sugestywnych tytułów, jak w przypadku Scènes de la forêt. W przypadku tradycyjnych utworów klasycznych kompozytorka skłaniała się ku konkretnym konwencjom formalnym i określonym formom takim jak na przykład sonata na instrument solowy z akompaniamentem fortepianu. Utwory te powstawały w dwóch odrębnych okresach: w latach 1904–1907 oraz 1923–1927.
Pierwsze utwory charakterystyczne autorstwa Mel Bonis utrzymane były w estetyce findesieclowej, bliskiej utworom popularnych kompozytorów końca XIX wieku, takich jak Charles Gounod, Jules Massenet, Léo Delibes czy Camille Saint-Saëns. Wkrótce estetyka ta zaczęła upodabniać się do estetyki kompozytorów awangardowych, takich jak Gabriel Fauré czy Claude Debussy. Właśnie w tej estetyce utrzymane były tradycyjne utwory klasyczne. Według François de Médicis Suita orientalna na fortepian, skrzypce i wiolonczelę jest przykładem pierwotnego stylu Mel Bonis.
Tradycyjne dzieła klasyczne Bonis składają się zazwyczaj z trzech lub czterech części. Znajdziemy wśród nich dwa kwartety fortepianowe: Kwartet fortepianowy B-dur oraz Kwartet fortepianowy D-dur; trzy sonaty: Sonatę na flet, Sonatę na wiolonczelę oraz Sonatę na skrzypce; oraz Fantazję na septet. Z wyjątkiem Sonaty na wiolonczelę i fortepian składającej się z trzech części wszystkie pozostałe utwory składają się z czterech części, przy czym w drugiej kolejności tradycyjnie występują menuety lub scherza. Co więcej, pierwsze lub ostatnie części są często wprowadzane za pomocą wstępu w tempie wolnym lub początkowym.

### Muzyka orkiestrowa

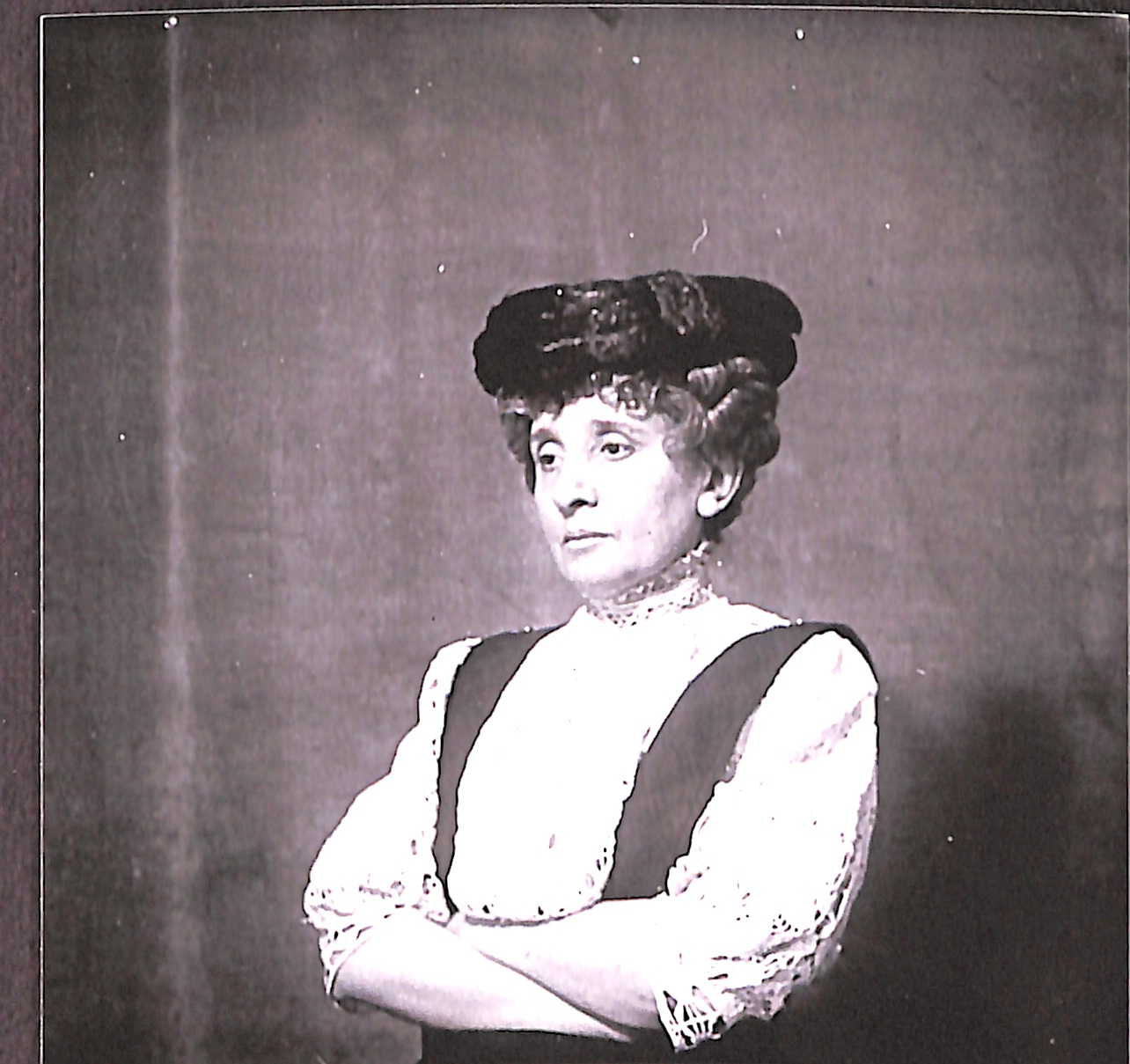
Mel Bonis około 1907 roku.

Repertuar orkiestrowy Mel Bonis jest względnie ograniczony, składa się głównie z utworów skomponowanych pierwotnie w aranżacji fortepianowej lub kameralnej. Ponieważ prawdopodobnie nie był on przystosowany do grania na koncertach, kompozytorka zdecydowała się zaproponować alternatywne wersje swoich utworów, aby jej muzyka mogła być wykonywana na salonach. Utwory orkiestrowe artystki, które znamy dzisiaj, utrzymane są w estetyce neoromantycznej, wykazują bogactwo harmoniczne i rytmiczne, które stopniowo przybliża nas do stylu ekskluzywnego życia lub wyidealizowanego orientalizmu.
Od 1901 roku Bonis pracowała nad muzyką symfoniczną. Wtedy bowiem jej nauczyciel Louis-Albert Bourgault-Ducoudray polecił ją M. Planelowi, dyrygentowi orkiestry grającej cotygodniowe czwartkowe koncerty w paryskiej Olympii. Gabriel Parès z kolei, w liście z 11 czerwca 1914 roku poprosił kompozytorkę o napisanie utworu na samą orkiestrę lub orkiestrę i chór. Artystka skomponowała w związku z tym kilka utworów orkiestrowych, które następnie opisał Xavier-Romaric Saumon: były to Suita o charakterze walca (Suite en forme de valse), Suita orientalna (Suite orientale), tryptyk składający się z Pawany, Sarabandy oraz Bourrée, Fantazja na fortepian i orkiestrę oraz zbiór Femmes de légendes, czyli Salomé, Ophélie i Le Songe de Cléopâtre. Do tego dodać można trzy utwory na głos i orkiestrę.
Mel Bonis naukę w zakresie kompozycji muzyki orkiestrowej zaczęła jednak dopiero w wieku pięćdziesięciu lat pod okiem Charlesa Koechlina. Prawdopodobnie poznała go w Stowarzyszeniu Kompozytorów (Société des compositeurs de musique). Nauka kompozytorki u Koechlina trwała od początku 1908 roku do 1909 roku. Z lekcji tych pozostał notatnik, który Bonis zachowała na pamiątkę.

## Ponowne odkrycie

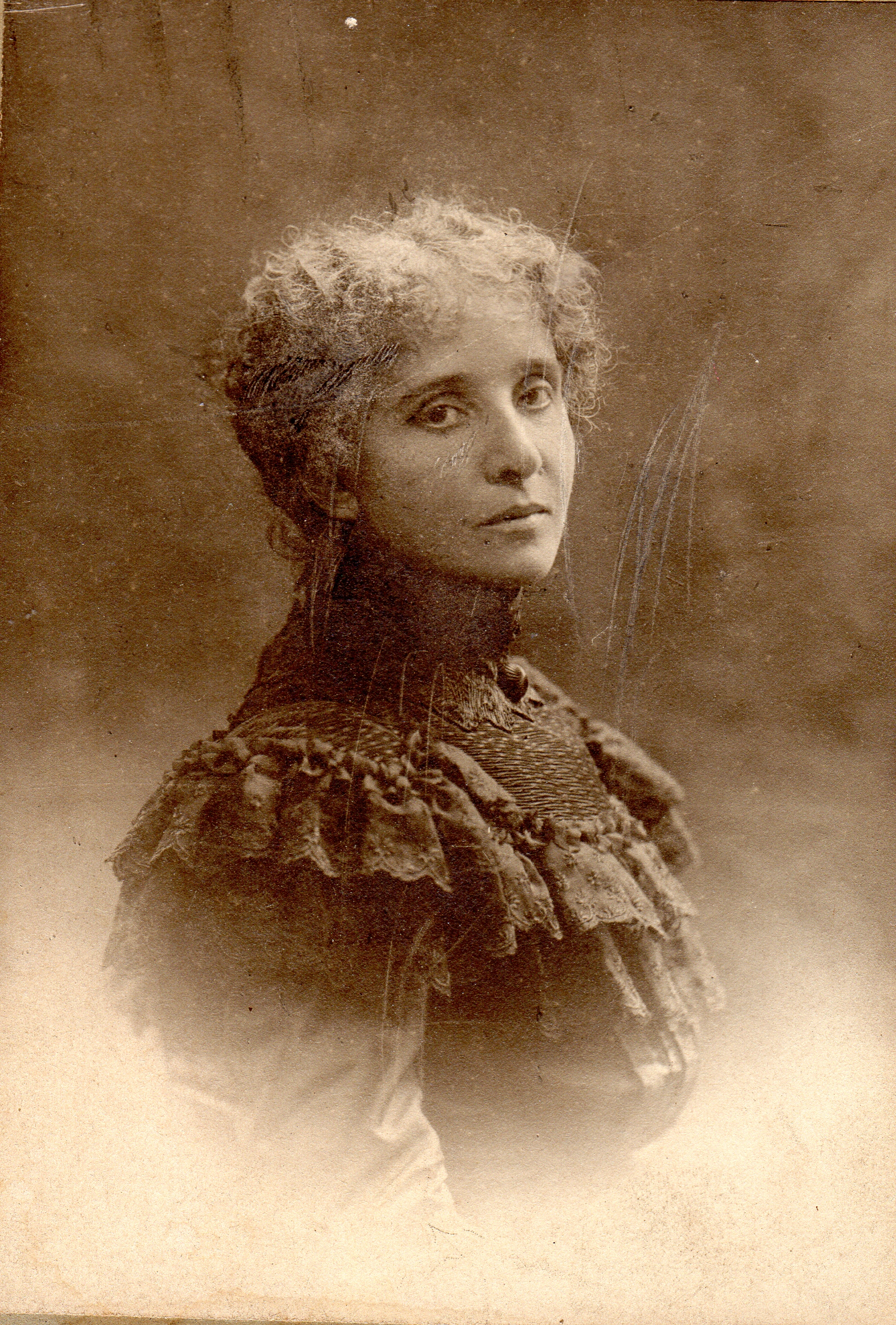
Mel Bonis około 1900 roku.

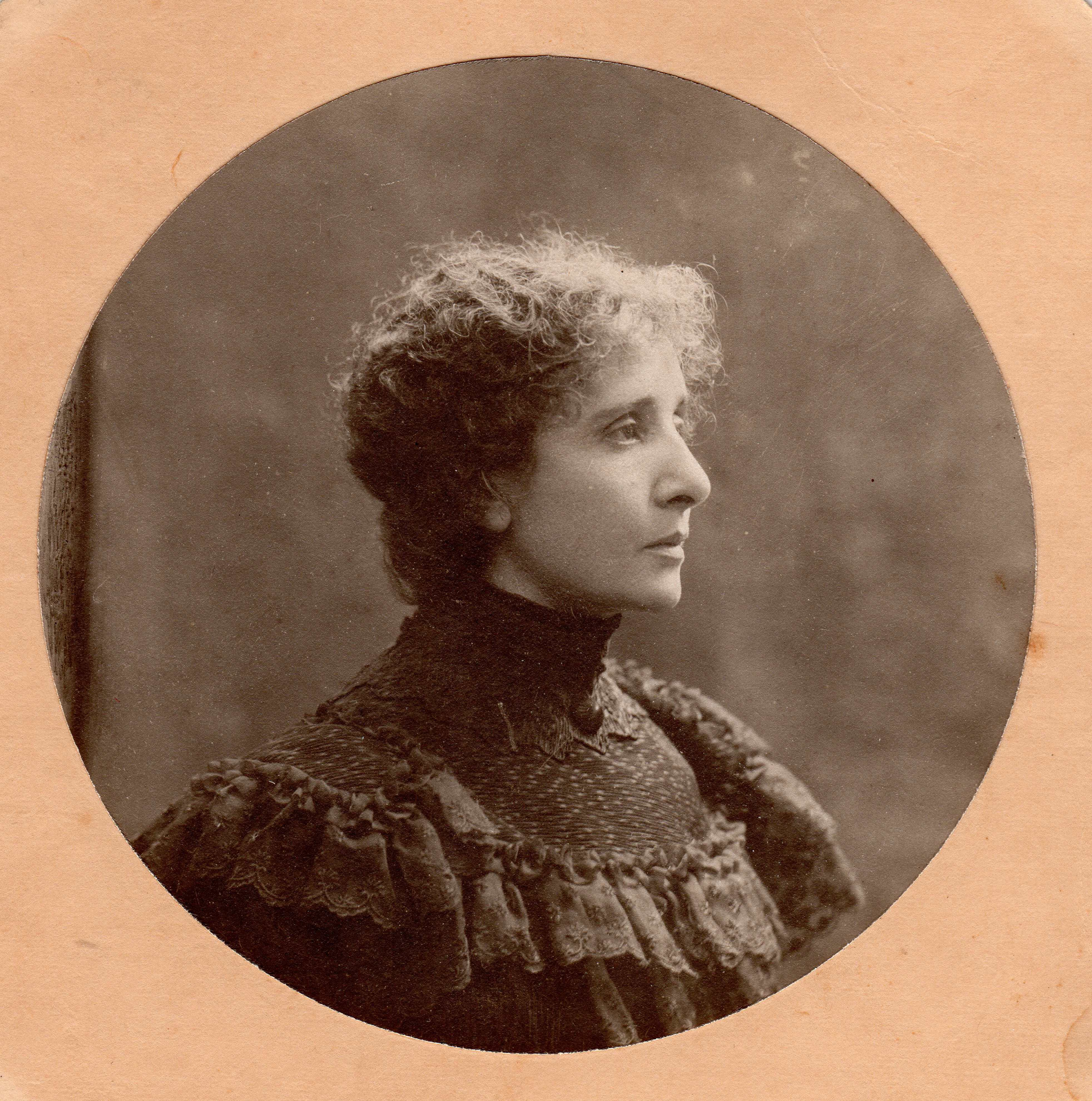
Mel Bonis w 1901 roku.

Powrót do twórczości Mel Bonis zapoczątkował Eberhard Mayer po lekturze książki Guide à l'usage des amateurs de quatuors pour piano autorstwa niemieckiego historyka Wilhelma Altmanna. Wraz ze swoją partnerką, Ingrid Mayer, rozpoczął poszukiwania zapisów nutowych kompozytorki w wielkich europejskich bibliotekach: w Berlinie, Monachium, Wiedniu i Londynie. Następnie, w 1986 roku, małżeństwo udało się do Biblioteki Narodowej Francji. Wtedy właśnie odnaleźli zapisy nutowe Kwartetu fortepianowego nr 1 (Quatuor avec piano n° 1), Sonaty na flet (Sonate pour flûte) i Sonaty na wiolonczelę (Sonate pour violoncelle).
W 1994 roku Eberhard Mayer uwzględnił owe dwie sonaty w programach koncertów zespołu Ensemble Mel Bonis, w którego skład od 1998 wchodzili Friedwart Goebels (pianista), Kerstin von Bargen (skrzypaczka), Stephan Seeliger (altowiolista), Ruth Kronen (flecistka) i Gregor Huber (skrzypek). W tym samym roku małżeństwo odnalazło dyptyk Soir ! Matin !. Od końca następnego roku zespół starał się w miarę możliwości włączać do swojego repertuaru Kwartet fortepianowy nr 1 (Quatuor avec piano n° 1), który, zdaniem wszystkich członków zespołu, był wybitnym dziełem kompozytorki.
W 1996 roku rozpoczął się określany przez Ingrid Mayer „okres korespondencji”, podczas którego para nawiązywała kontakt z różnymi instytucjami, aby dowiedzieć się więcej na temat kompozytorki. Mayerowie kontaktowali się przede wszystkim z Biblioteką Narodową Francji (BnF), aby dowiedzieć się, czy istnieją jakiekolwiek archiwa związane z kompozytorką, na co otrzymali odpowiedź przeczącą. Nie odpowiedziało im nawet Cité de la musique – Philharmonie de Paris, tak samo jak Bibliothèque musicale Gustav Mahler (obecnie la Grange-Fleuret).
Za radą swojej współpracownicy Ingrid Mayer skontaktowała się ponownie z francuskim Stowarzyszeniem Autorów, Kompozytorów i Wydawców Muzycznych, kontaktując się Biurem ds. socjalnych (Service des Affaires sociales). Za ich pośrednictwem nawiązała ona kontakt z Yvette Domange, wnuczką Mel Bonis, której przysługiwało prawo do jej utworów. Rezultatem spotkania był koncert zorganizowany przez wnuczkę kompozytorki i zespół, zagrany 31 maja 1997 roku dla rodziny i licznych gości. Koncert został również zarejestrowany. To właśnie wtedy członkowie Ensemble Mel Bonis poznali Christine Géliot, a ta z kolei przedstawiła im swojego kuzyna Étienne’a Brochota, który w swoim zamku w Ravel wystawiał koncerty zaczerpnięte z festiwalu organizowanego przez stowarzyszenie Concerts de Vollore, którego dyrektorem artystycznym był pianista Laurent Martin. To głównie dzięki niemu i Christine Géliot rozszyfrowano utwory Mel Bonis, Ingrid Mayer natomiast zebrała je w katalogu. W ten sposób światło dzienne ujrzało około 60 utworów fortepianowych, około 30 utworów organowych i wiele utworów wokalnych. Według Christine Géliot głównym elementem twórczości Mel Bonis była muzyka kameralna.
To właśnie w tym czasie wnuczka Mel Bonis pochyliła się nad życiem artystki, chociaż już od dawna wiedziała o istnieniu rodzinnego sekretu. Dostarczając Mayerom kolejne dokumenty, odkryła, że jej babcia miała w sekrecie jeszcze jedną córkę. Jednym z pierwszych najważniejszych momentów związanych z powrotem do twórczości Mel Bonis był koncert zorganizowany przez małżeństwo Mayerów dla Yvette Domange, Christine Géliot oraz Stowarzyszenia Francusko-Niemieckiego (Société franco-allemande) w zamku Morsbroich w Leverkusen 7 czerwca 1998 roku. Wtedy właśnie różne osoby działające na rzecz ponownego odkrycia twórczości Mel Bonis poznały muzykolożkę Florence Launay.
Od tego czasu wiele koncertów granych przez zespół Ensemble Mel Bonis przybierało charakter biograficzny, przeplatając w sobie muzykę i opowieści o życiu i twórczości kompozytorki. W 1998 roku Eberhard Mayer wydał pierwszą publikację na temat życia artystki, Mel Bonis: (Melanie Domange, geb. Bonis 1858–1937): eine bemerkenswerte und doch vergessene Musikerin und Komponistin aus Frankreich. W tym samym czasie Christine Géliot opublikowała powieść biograficzną o swojej krewnej, której pierwsze wydanie powstało w 1998 i zostało opublikowane w roku 2000, a drugie wydanie pojawiło się w 2009 roku, a następnie zostało przetłumaczone na język niemiecki w 2015 roku i wydane nakładem wydawnictwa Furore.
Powrót do twórczości Mel Bonis zachodził zarówno za pośrednictwem jej utworów muzycznych, jak i tekstów zebranych w opublikowanym w 1974 roku tomiku pt. Souvenirs et Réflexions, z którego można było dowiedzieć się, że surowość artystki w zakresie jej moralności oraz koncepcji istoty muzyki wynikał przede wszystkim z jej religijnego wychowania.

## Czasy współczesne

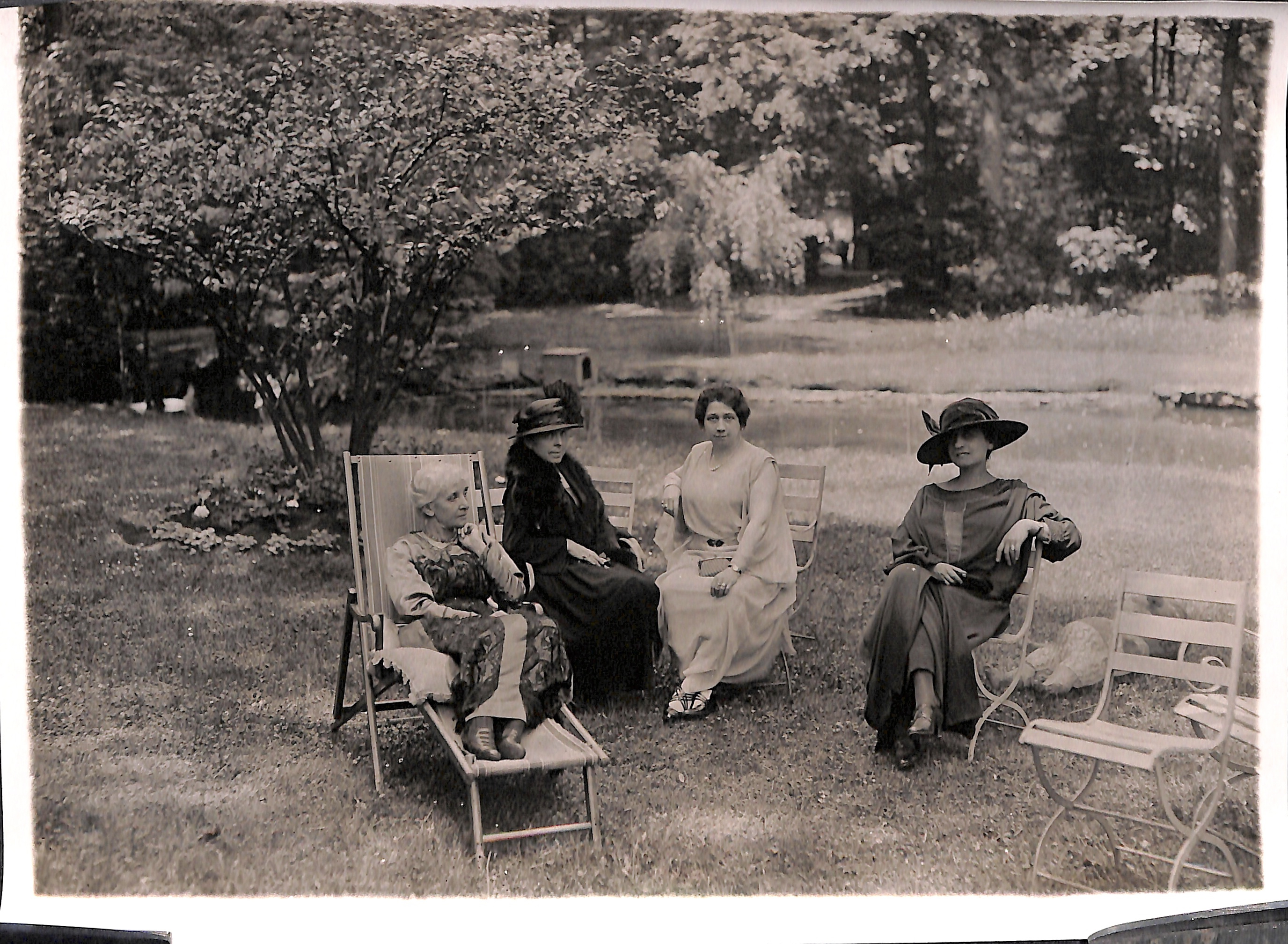
Mel Bonis około 1920 rok

### Upamiętnienie kompozytorki
- L'Association Mel Bonis (Stowarzyszenie Mel Bonis) – powstało w 2000 roku, nosi imię kompozytorki i zajmuje się przywracaniem do życia jej twórczości[1].
- Ensemble Mel Bonis – zespół im. Mel Bonis, wykonuje dzieła kompozytorki[2].
- W grudniu 2020 roku stowarzyszenie Elles Creative Women (Elles Women Composers) wykorzystało fragment utworu Desdémone ze zbioru Femmes de Légende Mel Bonis w wykonaniu pianistki Célii Oneto Bensaid jako utwór rozpoczynający i kończący filmy stworzone na potrzeby kalendarza adwentowego z kompozytorkami nazwanego La boîte à pépites[1].

### Hołd miasta Sarcelles
Pierre Deville, rektor Konserwatorium w Sarcelles i dyrygent miejskiej orkiestry symfonicznej wyraził chęć poznania twórczości Mel Bonis: „Była to niezwykle utalentowana kompozytorka żyjąca w Sarcelles. To historia tego miasta i kobiet. To, że jest tak mało znana, jest zachętą do wykonywania jej utworów.
- Od 30 czerwca 2008 roku imię Mel Bonis nosi strefa muzyczna Biblioteki regionalnej im. Anny Langfus w Sarcelles (Médiathèque intercommunale Anna Langfus)[2].
- W 2011 roku Teatr Leśny im. Mel Bonis w Sarcelles (Le théâtre de verdure Mel Bonis) odsłonił wykonane z brązu popiersie artystki[2].

### Inne
- W 2013 roku imieniem Mélanie Bonis nazwano ulicę w Montluçon, a w 2018 roku – ulicę w Servon-sur-Vilaine[1].
- W konserwatoriach w Meknès, w Aix-en-Provence, w Montigny-le-Bretonneux i w Montigny-lès-Cormeilles otwarto sale nazwane imieniem Mel Bonis.
- W 2016 roku w Villecresnes szkolna grupa przyjęla imię kompozytorki i rozpoczęła działalność w obecności Huguette Domange, wnuczki kompozytorki, oraz córki Huguette, Christine Géliot[2].

## Dyskografia

### Muzyka organowa
- Pierre Cochereau. Orgues et organistes du XXe siècle (1900–1950) : Petite improvisation. Les Introuvables. [5 CD]. EMI 5748662. 2002. OCLC 51239114.
- Lachner, Schreiber, Bozza, Böhm i Mel Bonis. Flöte und Orgel. Transkrypcja zbioru Trois pièces pour flûte et piano. Scherzo, Pièce et Air vaudois na flet i organy. 2016. Querstane.
- Georges Lartigau (organy). L'œuvre pour orgue. Pierwsze kompletne nagranie. [2 CD]. Ligia. 2017.

### Muzyka fortepianowa
- Luba Timofeyeva. Mel Bonis, pièces pour piano. Voice of Lyrics. 1998. VOL C 341.
- Laurent Martin. L’ANGE GARDIEN. 22 utwory na fortepian. Ligia Digital. 2007, France, LIDI 0103181-07.
- Maria Stembolskaya. Femmes de légende. Ligia Digital. 2010.
- Veerle Peeters. La Cathédrale blessée. [CD] Etcetera Records. KTC 1422. Dystrybucja: Codaex. 2010.
- Laurent Martin, Claudine Simon. Le Songe de Cléopâtre. Utwór na fortepian na cztery ręce. Ligia Digital. Przy wsparciu Palezzetto Bru Zane. Dystrybucja: Harmonia Mundi. 2012.
- Laurent Martin. Le Diamant noir. Ligia Digital. 2017.
- Axia Marinescu. Les femmes dansent. Dzieła Marie Jaël, Pauline Viardot, Elisabeth Jacquet de la Guerre, Germaine Tailleferre, Cécile Chaminade, Louise Farrenc i Mel Bonis. Klarthe. 2021.
- Myriam Barbeaux Cohen. Mel Bonis, mémoires d'une femme. Ars Production. 2022.
- Laurent Martin. Compositrices au piano. Dzieła Hélène de Montgeroult, Cécile Chaminade, Mel Bonis, Armande de Polignac, Blanche Selva i Germaine Tailleferre. Ligia Digital. 2022.

### Muzyka kameralna
- Felix Renggli (flet), Jan Schultsz (fortepian). Sonate pour flûte française : Caplet, Bonis (Troisième sonate), Gaubert, Ravel. Discover International. 1999. OCLC 610644551.
- Clara Novakova (flet), Kai Gleusteen (skrzypce), Jean-Marie Trotereau (wiolonczela), Laurent Martin (fortepian). Trois sonates de Mel Bonis. Voice of Lyrics (C342). 1999. OCLC 224902426.
- L'ensemble Mel Bonis à Cologne. Mel Bonis, Französische Kammermusik (op. 59, 64, 69, 72, 111 i 127). [2 CD]. Ensemble Mel Bonis. 1999. OCLC 985590116.
- Gordan Nikolitch (skrzypce), Jean-Philippe Vasseur (altówka), Jean-Marie Trotereau, (wiolonczela), Laurent Martin (fortepian). Mel Bonis Quatuors. Voice of Lyrics (C344). 2001. OCLC 717733329.
- Ensemble Latitudes. Musique française au féminin (Suite dans le style ancien pour clarinette). Dzieła Claude Arrieu, Florentine Mulsant, Suzanne Giraud, Elsy Barraine. Triton (TRI331136). 2005. OCLC 492430169
- Mozart Piano Quartett. Quatuors avec piano de Mel Bonis. MDG Production. 2006. OCLC 316213015 oraz 748192771.
- Tatjana Ruhland (flet), Florian Wiek (fortepian) oraz muzycy orkiestry sztuttgarckiej. La joueuse de flûte. Hänssler 93-204. 2006. OCLC 232133659.
- Mihi Kim (flet), Pierre-Henry Xuereb (altówka), Rachel Talitman (harfa). Hommage à Debussy : Scènes de la forêt. Muzyka autorstwa Mel Bonis, Henriego Lazarofa, Oedena Partosa i Claude’a Debussy’ego. Harp & Co. 5050-10. 2007. OCLC 919494856.
- Anne-Laure Pantillon (flet), Christophe Sturzenegger (waltornia), Marc Pantillon (fortepian). Une flûte soupire. Utwory na flet i fortepian autorstwa Mel Bonis i Cécile Chaminade. Pantillon records. 2008. OCLC 883325934.
- Fabienne Sulser (flet), Matthias Walpen (wiolonczela), Anne-Marie Aellen (fortepian). Soir et matin, Intégrale flûte et piano et deux trios pour cordes et piano arrangés pour flûte, violoncelle et piano : Air vaudois ; Une flûte soupire ; Andante et Allegro ; Suite orientale ; Pièce ; Sonate en do-dièse mineur ; Scherzo ; Soir et Matin. Gallo CD 1417. 2013. OCLC 958363304.
- Quatuor Giardini: Pascal Monlong (skrzypce), Caroline Donin (altówka), Pauline Buet (wiolonczela), David Violi (fortepian). Deux quatuors avec piano. Kwartet nr 1 Gabriela Faurégo, Kwartet nr 1 Mel Bonis. Evidence Classics. 2013. OCLC 900449152.
- Francesca Arnone (flet), Terry Lynn Hudson (fortepian). Dedication. Dzieła francuskie na flet i fortepian (Bonis: Pièce, op. 189, Scherzo Final, op. 187, wydane pośmiertnie). MSR Classics. 2013. OCLC 897429047.
- Jean-Michel Varache (flet), Jérôme Grangeon (fortepian), Anne Copery (wiolonczela), Saskia Lethiec (skrzypce). Musique de chambre avec flûte. Duety i tria z towarzyszeniem fletu autorstwa Mel Bonis. Urtext. 2014. OCLC 959969851.
- Camille Seghers (wiolonczela), Olivier Laville (fortepian). Ballabile. Recital dzieł muzyki francuskiej na wiolonczelę i fortepian autorstwa Poulenca, Duparca, Debussy’ego i Bonis: Sonate, op. 67; Méditation, op. 33; Sérénade, op. 46. Le Chant de Linos. 2014. OCLC 954462796.
- Diane Ambache (fortepian) i inni. Liberté, égalité, sororité. Muzyka kameralna autorstwa kompozytorek francuskich (Les Scènes de la forêt pour flûte, cor et piano). Ambache. 2015. OCLC 956536377.
- Trio Solitaires: Karla Haltenwanger (fortepian), Birgit Erz (skrzypce), Ilona Kindt (wiolonczela). Boulanger Trio Solitaires. Rzadkie tria z towarzyszeniem fortepianu autorstwa Griega, Blocha, Suka, Henzego i Mel Bonis (Soir et Matin). Avi Records. 2016. OCLC 987039699.
- Francine Trachier (skrzypce), Françoise Tillard (fortepian). Mel Bonis, l’œuvre pour violon et piano. Le Chant de Linos. 2017.
- Trio Mélusine. Trio Mélusine. Transkrypcje Gérarda Chenueta triów na flet, altówkę i harfę autorstwa Francka Bridge’a, Alexandra Zemlinskiego, Mel Bonis, Manuela de Falli i Ernesto Nazaretha. Produkcja: Trio Mélusine. 2017.
- Juliette Hurel (flet), Hélène Couvert (fortepian). Compositrices à l'aube du XXe siècle. Sonata cis-moll na flet i fortepian, op. 64; Utwór na flet i fortepian, op. 189; Scherzo, op. 187, wydane pośmiertnie (oraz utwory Clémence de Grandval, Cécile Chaminade, Lili Boulanger et Augusty Holmes). Alpha classics. 2020.
- Erin K. Murphy (flet), Kirstin Ihde (fortepian). Day & Night : Modern Flute & Piano Duos by Women Composers. Sonata na flet i fortepian (oraz utwory Lili Boulanger, Germaine Tailleferre, Lity Grier i Nancy Galbraith). Albany. 2020.
- Annette Barbara Vogel (skrzypce), Durval Cesetti (fortepian). First Ladies: 3 Romantic Violin Sonatas. Autorstwa Elfriedy Andrée, Mel Bonis i Ethel Smyth. Toccata Next. 2021.
- Sabine Seyfert (flet), Yumiko Watanabe (fortepian). Hommage à Mel Bonis, flûte et piano. Kojima Recording. ALCD9047.
- Kammer Musik der Belle Époque. Relief 8 CR 98 1042.

### Muzyka wokalno-instrumentalna
- Colette Comoy-Alexandre (sopran), Michaël Mulvey (baryton), Huguette Geliot (harfa). Florilège de musique française : chant et harpe. Quantum DQM 6989. 1998. OCLC 658345463.
- Jean-Philippe Sarcos. Mel Bonis, Fauré, Franck, musique spirituelle. Produkcja: B. de Montalembert. 1999.
- Schola Saint-Sauveur de la Cathédrale d'Aix-en-Provence pod batutą Jeana-François Sénarta. Mel Bonis, Œuvres vocales religieuses. Voice of Lyrics C345. 2000. OCLC 659116695.
- Brigitte Balleys (mezosopran), Valérie Gabail (sopran), Éric Cerentola (fortepian). Romance : Invocation. Chanson d’amour. Songe. Une flûte soupire. 2003. Gutingi GUT 236. OCLC 725337977.
- Mel Bonis, l’Œuvre vocale. Doron Musique DRC 502. 2005. OCLC 758864023.
- Chór żeński Calliope pod batutą Régine Theodoresco. Un flot d'astres frissonne : musique française pour voix de femmes, Regina Coeli. Calliope CAL 9374. 2007. OCLC 833415039.
- Trio Alouette: Maria voor ‘t Hekke (mezosopran), Hélène-Hilde Michielsen (flet), Sylvia Wessels (fortepian). Mel Bonis, Trio Alouette Récital Mel Bonis : Gai printemps (na fortepian); Élève-toi, mon âme (aranżacja na głos, flet i fortepian); Trois mélodies (na mezosopran); Sonate pour flûte et piano, Noël de la Vierge Marie (na głos); Près du ruisseau (na fortepian); Reproches tendre, Pourriez-vous pas me dire oraz Chanson d’amour (na głos); Andante et Allegro, flûte et piano. Etcetera Record. 2015.
- Éliane Geiser (mezosopran), Flurin Tschurr (bas), Anne-Marie Aellen (fortepian). Mel Bonis, ses mélodies. 23 utwory Mel Bonis do wykonywania solo lub w duecie. Gallo. 2015.

### Projekty Wikimedia
- Mel Bonis w Wikimedia Commons (fr)
- Mel Bonis w Wikiźródłach (fr)
- Mel Bonis w Wikicytatach (fr)

#### Bazy danych i informacje
- Oficjalna strona (fr)
- Źródła związane z muzyką: 
  - Discogs (en)
  - France Musique (fr)
  - Présence Compositrices (fr)
  - International Music Score Library Project (en)
  - AllMusic (en)
  - Carnegie Hall (en)
  - Grove Music Online (en)
  - MGG Online (de)
  - MusicBrainz (en)
  - Muziekweb (en)
  - Répertoire international des sources musicales (en, de)
- Źródła związane z teatrem: 
  - Les Archives du spectacle (fr)
  - TheatreOnline.com (fr)
- Źródła związane z badaniami naukowymi: 
  - Isidore (en)

Wzmianki w słownikach i encyklopediach:
- Brockhaus Enzyklopädie (de)
- Dictionnaire universel des créatrices (fr)
- Enciclopedia delle donne (it)

Wpisy w serwisach i bibliotekach:
- Virtual International Authority File (en)
- International Standard Name Identifier (en)
- CiNii (en)
- Francuska Biblioteka Narodowa (katalog) (baza danych) (fr)
- Uniwersytecki System Dokumentacji (Système universitaire de documentation) (fr)
- Biblioteka Narodowa Stanów Zjednoczonych Ameryki (en)
- Niemiecka Biblioteka Narodowa
- Japońska Biblioteka Narodowa (en)
- Holenderska Biblioteka Narodowa (en)
- Polska Biblioteka Narodowa (pl)
- Izraelska Biblioteka Narodowa (en)
- Biblioteka uniwersytecka w Warszawie (pl)
- Szwedzka Biblioteka Narodowa (en)
- Australijska Biblioteka Narodowa (en)
- Norweska Biblioteka Narodowa (en)
- Czeska Biblioteka Narodowa (cs)
- WorldCat (en)